# Dirka po Španiji 1942
Dirka po Španiji 1942 (špansko Vuelta a España 1942) je 4. izvedba dirke po Španiji, tritedenske moške cestne kolesarske etapne dirke. Začela se je 30. junija v Madridu in končala 19. julija v Madridu. Sodelovalo je 40 kolesarjev iz treh držav. Rumeno majico je drugič zapored osvojil Julián Berrendero, drugo mesto Diego Cháfer, tretje pa Antonio Andres Sancho. Zeleno majico je osvojil Julián Berrendero.

## Ekipe
- Italija
- Francija
- Španija

## Etape
| Etapa | Datum     | Štart/Cilj                         | Razdalja | Tip     | Tip                  | Zmagovalec              |
| ----- | --------- | ---------------------------------- | -------- | ------- | -------------------- | ----------------------- |
| 1     | 30. junij | Madrid – Albacete                  | 245 km   |         |                      | Julián Berrendero (ESP) |
| 2     | 1. julij  | Albacete – Murcia                  | 160 km   |         |                      | Delio Rodríguez (ESP)   |
| 3     | 2. julij  | Murcia – Valencija                 | 248 km   |         |                      | José Jabardo (ESP)      |
| 4     | 4. julij  | Valencija – Tarragona              | 278 km   |         |                      | Delio Rodríguez (ESP)   |
| 5     | 5. julij  | Tarragona – Barcelona              | 120 km   |         |                      | Delio Rodríguez (ESP)   |
| 6     | 6. julij  | Barcelona – Huesca                 | 279 km   |         |                      | Delio Rodríguez (ESP)   |
| 7     | 7. julij  | Huesca – San Sebastián             | 305 km   |         |                      | Delio Rodríguez (ESP)   |
| 8     | 8. julij  | San Sebastián – Bilbao             | 160 km   |         |                      | René Vietto (FRA)       |
| 9     | 9. julij  | Bilbao – Castro Urdiales           | 53 km    |         | posamični kronometer | Delio Rodríguez (ESP)   |
| 10    | 10. julij | Castro Urdiales – Santander        | 151 km   |         |                      | Julián Berrendero (ESP) |
| 11    | 11. julij | Santander – Reinosa                | 120 km   |         |                      | Pierre Brambilla (FRA)  |
| 12    | 12. julij | Reinosa – Gijón                    | 199 km   |         |                      | Delio Rodríguez (ESP)   |
| 13    | 13. julij | Gijón – Oviedo                     | 75 km    |         |                      | Louis Thiétard (FRA)    |
| 14    | 14. julij | Oviedo – Luarca                    | 129 km   |         |                      | Delio Rodríguez (ESP)   |
| 15    | 15. julij | Luarca – La Coruña                 | 219 km   |         |                      | Louis Thiétard (FRA)    |
| 16a   | 16. julij | La Coruña – Santiago de Compostela | 63 km    |         | posamični kronometer | Antonio Sancho (ESP)    |
| 16b   | 16. julij | Santiago de Compostela – Vigo      | 110 km   |         |                      | René Vietto (FRA)       |
| 17    | 17. julij | Vigo – Ponferrada                  | 270 km   |         |                      | Joaquín Olmos (ESP)     |
| 18    | 18. julij | Ponferrada – Salamanca             | 251 km   |         |                      | Celestino Camilla (ITA) |
| 19    | 19. julij | Salamanca – Madrid                 | 248 km   |         |                      | Celestino Camilla (ITA) |
|       | Skupaj    | Skupaj                             | 3683 km  | 3683 km | 3683 km              | 3683 km                 |

## Končna razvrstitev
| Legenda | Legenda                                  | Legenda | Legenda                                    |
| ------- | ---------------------------------------- | ------- | ------------------------------------------ |
|         | Predstavlja vodilnega v skupnem seštevku |         | Predstavlja vodilnega v gorski razvrstitvi |

### Rumena majica
| Poz. | Kolesar               | Čas          |
| ---- | --------------------- | ------------ |
| 1    | Julián Berrendero     | 134h 05' 09" |
| 2    | Diego Cháfer          | + 8' 38"     |
| 3    | Antonio Andres Sancho | + 13' 12"    |
| 4    | Juan Gimeno           | + 16' 08"    |
| 5    | Cipriano Elys         | + 23' 30"    |
| 6    | José Jabardo          | + 27' 43"    |
| 7    | Delio Rodríguez       | + 34' 21"    |
| 8    | Isidro Bejarano       | + 35' 10"    |
| 9    | José Botanch          | + 38' 01"    |
| 10   | Fermo Camellini       | + 58' 20"    |
| 11   | Alberto Carrasco      |              |
| 12   | Vicente Miro          |              |
| 13   | Joaquim Olmos         |              |
| 14   | René Vietto           |              |
| 15   | Louis Thiétard        |              |
| 16   | Celestino Camilla     |              |
| 17   | Pierre Brambilla      |              |
| 18   | Antonio Destrieux     |              |